# Nesotrochis debooyi
Nesotrochis debooyi — вимерлий птах родини пастушкових, що існував у минулому на Антильських островах.
Рештки птаха виявив у 1916 році археолог Теодор де Буй у смітникових купах на маєтку Річмонд поруч Крістіанстеда на острові Санта-Крус на Віргінських островах. На основі решток у 1918 році американський палеонтолог Александр Ветмор описав новий вид Nesotrochis debooyi, який назвав на честь автора знахідки. У наступні роки інші кістки цього птаха були знайдені в печерах на островах Сент-Томас і Пуерто-Рико.
Можливо, вид вимер ще до появи європейців, але Александр Ветмор ще у 1912 році на Пуерто-Рико чув розповіді про спостереження нелітаючого птаха, який міг належати цьому виду. Причиною вимирання птаха, найімовірніше, було надмірне полювання тубільців.